# Ibirama
Ibirama este un oraș în Santa Catarina (SC), Brazilia.